# Ken Jones (atleta)
Ken Jones (Reino Unido, 30 de diciembre de 1921-18 de abril de 2006) fue un atleta británico, especialista en la prueba de 4 x 100 m en la que llegó a ser subcampeón olímpico en 1948.

## Carrera deportiva
En los JJ. OO. de Londres 1948 ganó la medalla de plata en los relevos 4x100 metros, con un tiempo de 41.3 segundos, llegando a meta tras Estados Unidos y por delante de Italia, siendo sus compañeros de equipo: John Gregory, Alastair McCorquodale y Jack Archer.